# 桓温
桓溫（312年—373年8月18日），字元子，譙國龍亢（今安徽懷遠縣龍亢鎮）人。東晉重要將領及權臣、軍事家，譙國桓氏代表人物。官至大司馬、錄尚書事。宣城內史桓彝長子，因領兵消滅成漢而聲名大盛，又曾三次領導北伐，掌握朝政並曾操縱廢立，更有意奪取帝位，但終因最後一次北伐大敗而令聲望受損，受制於朝中王氏和謝氏勢力而未能如願。死前欲得九錫亦因謝安等人借故拖延，直至去世時也未能實現。因桓溫獲賜諡號宣武，故《世說新語》稱其為「桓宣武」。其子桓玄後來一度篡奪東晉帝位而建立桓楚，追尊桓溫為「楚宣武帝」。

## 生平

### 家族及早年生活

#### 家族先世
桓温之族出自龙亢桓氏，其父为桓彝，桓彝之父为桓颢，在西晋时门望和官位均甚平平。史籍记载桓温是东汉大儒桓荣之后。根据《世说人名谱》推测，其应为桓荣的九世孙。根据田余庆的推断，在高平陵之变中被杀的桓範极有可能为桓温的高祖父或高祖父的兄弟。 其家族因此沦为刑家，到其父桓彝时只能算是一个二流士族。桓彝过江时族单势孤，尽管立有大功，仍然门地不高。桓温少时勤俭，也与世家子弟颇有不同。

#### 得名温峤
永嘉六年（312年），桓溫出生。不满一歲时，溫嶠见到他，稱許长有奇骨，听到哭声，又称赞他是英才降世。温峤素来有识人的名声，父親桓彝很高兴，於是以温峤的姓「溫」作為桓溫的名字。温峤知道了，笑着说：“那我的姓以后就得改了。”（暗示桓温可能称帝，自己的名字将因此避讳。）

#### 為父報仇
年少與殷浩齊名。咸和三年（328年），其父桓彝在蘇峻之亂中被蘇峻將領韓晃所殺，當時桓彝所駐涇縣的縣令江播亦有協助。桓溫當時極度痛心，且一直想著為父報仇。桓溫十八歲時，江播已死，江播的三名兒子則在守喪，但他們仍有防備桓溫，將刀刃藏在杖中。桓溫則以弔唁為名，得以進入三人守喪的廬屋內，立殺江彪，及後追殺其餘兩人。

### 仕途及执掌荆州

#### 出鎮外地
庾翼曾向成帝表示，桓温有英雄之才，应当将其招为女婿。于是桓溫娶南康長公主，拜任駙馬都尉，並承襲父爵萬寧男。咸康元年（335年）任琅琊太守。後升輔國將軍。建元元年（343年），桓溫配合征西將軍庾翼的北伐行動，假節任前鋒小督，進據臨淮。三個月後，原徐州刺史何充入朝，以桓温继刺徐州，桓溫升為都督青徐兗三州諸軍事、徐州刺史。永和元年（345年），庾翼病死，臨終前上表求以兒子庾爰之接掌荊州，作為自己繼任者。但輔政的何充則又推薦桓溫，桓溫於是於當年獲升任安西將軍，持節都督荊司雍益梁寧六州諸軍事、領護南蠻校尉、荊州刺史，代替庾氏鎮守荊州。
何充的本意是扶持桓温对抗庾氏势力。但当时的名士、桓温的连襟刘惔评价说“让桓温去，荆州他一定拿得下来。但拿下来以后他就不受控制了”。永和二年何充死后，会稽王司马昱居首辅之任，继承了何充的安排。

### 平滅成漢
永和二年（346年），桓溫趁成漢內部不穩，汉主李勢荒淫無道令國家衰弱，決心征伐。當年十一月就上表朝廷，並立刻率領益州刺史周撫、南郡太守譙王司馬無忌和建武將軍袁喬等進攻成漢。當時朝廷內部多數都認為蜀地險要偏遠，而且桓溫兵少而深入蜀境，都為他擔憂。次年三月，桓溫進兵至彭模，並聽從袁喬全軍進擊，只帶三日糧食直攻成都的計謀，只留參軍孫盛和周楚以弱兵在彭模守輜重，桓溫則親自率兵直攻成都。
及後李勢所派抵抗桓溫的將領李福嘗試襲擊彭模，但在孫盛等人奮戰之下被擊退。而桓溫進兵時遇到守將李權，三戰三勝，並一直逼近成都，李勢於是在笮橋率所有兵力抵抗桓溫。桓溫前鋒初時陷於不利，參軍龔護戰死，箭矢更射到桓溫所騎馬匹以前，兵眾十分恐懼而要撤退。但當時戰鼓鼓手卻錯誤擂鼓命兵眾進攻，袁喬於是拔劍領兵與成漢軍激戰，終大敗對方，桓溫於是進攻至成都城下並燒了城門。成漢人見此，再無鬥志，李勢亦乘夜棄城逃至葭萌。不久，李勢決定投降，桓溫受降並遷李勢及成漢宗室到建康。
桓溫平蜀後留駐成都一個月，在當地舉任賢能，表彰美善。又以成漢舊臣譙獻之、常璩等人作為自己參佐，成功安撫當地人民。桓溫即將返回荊州時，隗文、鄧定等人在蜀地叛亂，桓溫與袁喬、周撫等各自領兵討伐，都將對方擊破。後桓溫領兵還鎮江陵（今湖北江陵縣）。
永和四年（348年），朝廷以桓溫平蜀的功勳，升桓溫為征西大將軍、開府儀同三司，封臨賀郡公。

#### 待機掌權
桓溫雖然滅掉成漢，聲名大振，但亦因此令朝廷忌憚他功高不能控制，輔政的會稽王司馬昱於是擢升揚州刺史殷浩處理朝政，以抗衡桓溫日漸增長的勢力。永和五年（349年）四月，後趙君主石虎死，北方因石虎諸子爭位而再度混亂。桓溫見此，即于六月由江陵出屯安陸，並上疏請求北伐。朝廷立即以褚裒自京口抢先出师北伐，以拒桓温要求。但褚裒旋即败归，惭愤而死，使桓温少了一个可以与自己抗衡的对手。
永和六年（350年），朝廷以殷浩為中軍將軍、都督五州諸軍事，委以北伐重任，以此抗衡桓溫。桓溫亦知朝廷以殷浩抗衡自己，感到很不忿，但桓溫亦知殷浩為人，並不憂心。當時桓溫除本官所都督六州外亦加都督交、廣二州共八州，此八州士兵和資源調配都不由朝廷掌握。故此當時桓溫屢次上表請求北伐不果後，再次上表請求北伐並立刻自行率四、五萬兵于永和七年冬（351年）沿長江東進武昌，便令當時人心驚駭，殷浩亦曾打算辭官迴避，而司馬昱亦要寫信勸止桓溫，終令桓溫退兵回荊州。朝廷及後讓桓溫進位太尉，但桓溫辭讓不拜。
永和九年（353年），殷浩的北伐以前锋姚襄倒戈而彻底失败，令朝野怨恨。永和十年（354年），桓溫趁機上奏列舉殷浩罪行，逼使朝廷廢殷浩為庶人，桓溫開始掌權。此时桓温执掌荆州，但尚未控制豫州、徐州，他的势力还无从接近建康，因此也不可能真正一手掌握朝廷内外大权。为此，桓温继续倡言北伐，以之作为主要手段，徐图发展。

### 北伐中原
桓溫分別於354年、356年及369年發動北伐北方十六國的戰役。但除了第二次北伐成功收復洛陽，其餘兩次皆被擊退，成效不大。

#### 北伐前秦
永和十年（354年）二月，桓溫奏免殷浩後不久便發動第一次北伐，親率步騎四萬餘人進攻武關，水軍直指南鄉（今河南淅川县滔河乡），命司馬勳從子午道（秦嶺棧道，通向漢中）進攻以關中地區為根據地的前秦。桓溫後率軍在藍田（今陝西藍田縣）擊破氐族苻健軍隊數萬人，進駐長安東面的霸上，逼使前秦君主苻健以數千人退守長安小城。當地民眾很多都以牛和酒款待桓溫軍，而老人亦感觸得哭泣著說：「沒想過今天還能看到官軍！」
在此期间，桓温曾接见了当时的隐士，后来声名大噪的王猛，王猛看穿了桓温意在江左而不在关中，临灞水而不渡，只为此增加自己的政治声望，而不是真想收复失地。但桓温部将順陽太守薛珍却不明桓温意图，咎责桓温持重不攻长安，终于触及桓温忌讳，被桓温诛杀。九月，因桓溫本想收割作軍糧的麥子被秦軍搶先收割，並堅壁清野，令晉軍糧秣不繼，被迫徙關中三千多戶一同撤返江陵。撤軍時更遭前秦軍攻擊，死亡失蹤者數以萬計。
桓溫曾拜王猛為軍諮祭酒，撤退時請王猛一同南行，並任命他為高官督護，但王猛沒有跟隨。

#### 收復洛陽
永和十二年（356年）三月，桓溫打算發動第二次北伐，請求移都洛陽，修復園陵。雖然桓溫上奏十多次都不被允許，但朝廷卻拜桓溫為征討大都督，督司、冀二州諸軍事，主征討之事。七月，桓溫從江陵起兵發動第二次北伐。八月，桓溫進軍洛陽以南的伊水，當時羌人姚襄正在圍攻洛陽，見桓溫攻來，於是撤去洛陽的圍城軍隊去抵禦桓溫。桓溫終在伊水大破姚襄，姚襄逃走。及後，據有洛陽的周成獻城向桓溫投降，桓溫於是成功收復故都洛陽。桓溫及後拜謁各皇陵及修復其中已被毀壞者。桓溫留穎川太守毛穆之、河南太守戴施等守護洛陽，自己則領三千多家歸降的人民南遷至長江、漢水一帶，返回荊州。升平四年（360年），桓溫進封南郡公。
隆和元年（362年），前燕將領呂護進攻洛陽，桓溫派庾希及鄧遐助陳祐守城。桓溫亦上奏請求晉室遷都洛陽，又建議南遷的士族返鄉，朝廷畏懼桓溫，不敢有異議；但士族們卻已安於南方，根本不願北返。在此憂慮之時，揚州刺史王述認為桓溫只是以遷都之名威壓朝廷，並非真心想還都洛陽，只要表示順從便可，毋須實行。詔書下達後，晉室始終沒有還都洛陽。

#### 进逼中枢
在桓温第二次北伐至第三次北伐之间政局的胶着状态中，桓温步步进逼中枢。隆和元年（362年），桓温上疏要求将南渡的士族北徙。此议桓温倡之多年，至此更咄咄逼人。朝廷疑惧，莫敢或异，只有孙绰冒险陈词。桓温的威胁很快收到实效。興寧元年（363年），桓溫獲加授侍中、大司馬、都督中外諸軍事、錄尚書事、假黃鉞；次年桓溫率水軍移守合肥，又有扬州牧之命。桓温既为内录，又牧扬州，于理应当入朝。朝廷犹豫再三，既征又止，执政的会稽王司马昱惶惑无主，举措失态。而桓温此时亦不敢贸然谒阙，于是而有兴宁二年（364年）七月桓温下驻芜湖西南之赭圻，遥领扬州牧之事。當時前燕又再進攻洛陽，守將陳祐留兵出奔。司馬昱知道後，於是於興寧三年（365年）與桓溫商議征討之事，並讓桓溫移鎮姑孰。但同年因晉哀帝死，征伐之事就暫停。同年，前燕攻陷洛陽。
桓温居姑孰，扼制了建康南门，重现了当年王敦、苏峻所造成的局势，也颇似庾亮之居芜湖。不过此时朝廷还有京口的徐、兖军以及寿春、合肥的豫州军在，所以桓温仍小心翼翼，不敢造次，唯恐孤军受敌。此时桓温将控制下的荆州和江州委于其弟桓豁、桓冲，他则力求解决豫、徐问题，消除进入中枢的障碍。而欲解决豫、徐问题，假北伐的名义最为堂皇。于是而有太和四年（369）桓温的第三次北伐。

#### 北伐前燕
太和四年（369年），桓溫發動第三次北伐，並請與徐、兗二州刺史郗愔、江州刺史桓沖及豫州刺史袁真等一同討伐前燕。而桓溫其實一直都希望控制郗愔在京口（今江蘇鎮江）所統領的精兵，郗愔子郗超時為桓溫參軍，便修改了父親寫給桓溫的書信，變成以老病辭任二州刺史職位，並勸桓溫接掌自己所領軍隊。桓溫看信後十分高興，桓溫亦因而得以自領徐、兗二州刺史。及後，桓溫正式起兵，率五萬人從姑孰出發北伐。
桓溫前進至金鄉，因大旱引水讓水軍舟船得以進入黃河。當時郗超認為如此難以運輸補給，建議直攻前燕都城鄴城，或者停駐黃河、濟水一帶管理漕運，積聚足夠的物資待次年夏天才進攻。但桓溫都沒有聽從。桓溫派軍先後攻敗湖陸守軍、在黃墟迎擊的慕容厲和林渚的傅顏，前燕於是向前秦求救，桓溫亦前進至枋頭。桓溫及後沒有再進逼前燕，反希望以持久戰坐取全勝。九月，因袁真無法開通石門以通水路運輸，而前燕亦斷了桓溫糧道，桓溫見戰事不利而糧食又已盡，更聽闻前秦援兵将至，於是燒船、弃輜重鎧甲，自陆道撤退。途中遭前燕騎兵追擊，損失三萬餘人；更被前秦軍在譙郡擊敗，於是這次北伐以大败告終。

#### 控制徐豫
夺得徐州、豫州的控制权是桓温第三次北伐的重要动机，他也成功地借第三次北伐达成了这个目标。
当时的徐州兵由郗愔控制，而桓温早就想夺其兵权。以京口为基地的徐、兖都督所部兵，造基于郗鉴所组的以北来流民为主体的军队，素以劲悍见称。郗鉴以后，虽其刺史、都督不全出自郗氏家族，但京口兵始终处于郗氏影响之下。因此桓温不得不以郗愔居徐、兖，却又不甘心，必须处心积虑，尽速夺取。所以桓温第三次北伐时约徐兖郗愔、豫州袁真一同出师，即是承此谋略而发。
郗愔对桓温的计划感知迟钝，得知桓温相约北伐，他向桓温寄笺道“共奖王事，修复园陵”。郗愔的儿子郗超是桓温的参军，郗愔的信送到的时候，郗超本来出门了，听说了这事慌忙赶回，把父亲的信拿来看了。看完立刻把信毁成碎片，又另作一份写道“自陈老病，不堪人间，乞闲地自养。”桓温大喜，于是顺水推舟，转郗愔为会稽内史、都督五郡军事，自己则兼领徐、兖二州。作梗多年的京口重镇问题，未动刀兵，戏剧性地解决了。
桓温处置豫州袁真的办法，却不相同。袁真得桓温命，未达其旨，遂率师逾淮，攻克谯梁。桓温败于枋头之后，將罪責推給未能開通石門水道的袁真，奏免为庶人，而以桓温世子桓熙代为豫州刺史。袁真不甘心被桓溫誣以罪責，而上奏桓溫罪狀又不果，於是以壽春（今安徽寿县）叛歸前燕。同年袁真逝世，太和六年（371年），桓溫率军擊敗前秦援軍，並攻陷寿春，俘斩袁真子袁瑾。当时的人们认为袁真是受了冤屈的。

### 谋求权力及晚年

#### 廢帝立威
桓溫雖然自從363年獲錄尚書事開始就干預朝政，而且自負有才能，早就有異志，所以才發起北伐希望先建功勳，然後領受九錫並進圖篡位。但因第三次北伐遭前燕及前秦擊敗，聲名和實力都減弱，圖謀不成。另一方面，就桓温在江左积累权力的过程看来，第三次北伐以后，桓温才取得徐、豫，扫清进入建康的障碍，控制司马昱，使东晋朝廷一度成为“政由桓氏，祭则寡人”的朝廷。因此，桓温第三次北伐又是他在江左权力之争中取得胜利的顶点。
在东晋，能长久掌权的家族，一般都是子弟众多而且名重一时，分居内外，彼呼此应，以维持家族势力于不衰。但谯郡龙亢桓氏由于族单势孤，虽桓温掌握权力二十余年，兄弟中仍无一人得居朝廷显职，桓温也一直不敢进入建康。太和四年（369年）桓温从枋头败归后，由于徐、豫问题业已解决，才敢于从姑孰越建康，一度在广陵筑城而居，并借此清理盘根错节已数十年的北府异己势力。咸安元年（371年），乃有桓温入建康，废海西公而立会稽王司马昱为帝（简文帝）之事。
废立之议，倡自郗超，但桓温“宿有此谋”，郗超不过是揣摩桓温之意而发之。桓温于咸安元年（371年）十一月丁未从白石入建康，第二日己酉海西公便出宫，简文帝即位，未遇障碍，一切顺利。琅邪王氏的王彪之甚至还为桓温废立寻找历史根据，制定礼仪。接着桓温以亲信人物郗超直宫省中，侍从（实际上是监督）简文帝，从此桓温奠立了自己在朝廷牢固的权威地位。

#### 多所廢徙
桓溫隨後就因厭惡殷氏和庾氏強盛，又忌憚時任太宰的武陵王司馬晞的軍事才幹，於是先上奏彈劾司馬晞「聚納輕剽，苞藏亡命」，並誣司馬晞將成叛亂禍根，成功將司馬晞及其子司馬綜免官。及後又派弟弟桓祕逼迫新蔡王司馬晃誣稱自己與司馬晞、司馬綜、著作郎殷涓、太宰長史庾倩、太宰掾曹秀、散騎常侍庾柔等人謀反。桓溫下令將他們收付廷尉，晉簡文帝只有哭泣。後在桓溫意願下，廷尉上奏要賜死司馬晞，簡文帝不願，下詔要再作議論。桓溫於是上書請誅司馬晞，言辭十分嚴厲急切。簡文帝見此，只得寫書給桓溫：「若果晉室國祚長久，那麼你就應該依從早前的詔命從事；如晉室大勢已去，那你就讓我退位讓賢吧。」桓溫見後，流汗色變，而司馬晞亦只被廢為庶人，未被誅殺。但庾柔、殷涓等人都被族誅。桓溫此後，威勢極盛，連謝安見他亦對他遙拜，更以君臣稱作二人關係，足見當時桓溫權勢已經比皇室更高，如同君主。

#### 未得九錫
桓温在夺取最高权力的最后几步过程中，遭遇了当朝门阀世家的抵抗。当时朝廷在位的士族人物，多数曾居桓温军府，是桓温的故吏，他们都深知桓温的政治志向。但是他们之中愿意协助桓温，为桓温所用的，只有郗超一人。简文帝死，至孝武帝立，其间不过五日，朝局却围绕所谓简文帝遗诏问题，展开了以桓温为一方，以王坦之、谢安为一方的尖锐激烈斗争。。
咸安二年七月甲寅（372年7月23日），简文帝病重，当天连发四诏令桓温入朝，桓温推辞未至，并上疏推荐王坦之与谢安，以此试探世家大族的反应但奏疏还未送达京城，简文帝就去世了。
己未（7月28日），司马曜被立为太子，简文帝遗诏令桓温行周公故事，如果皇帝不贤可以自行取代。侍中王坦之当面撕毁了这个诏书，于是简文帝将遗诏改为令桓温像诸葛亮和王导那样辅佐皇帝，然后便升遐了。當時群臣都因桓溫權勢而不敢以皇太子司馬曜為帝，反等待桓溫的決定。尚書僕射王彪之則以太子即位之正當性釋除群臣疑慮，迎司馬曜繼位為晉孝武帝。
桓溫原本寄望簡文帝會將帝位禪讓給自己，或讓自己倣效周公為君主主理朝政。如今兩者皆否，大失所望，因而十分怨憤，更懷疑這是王坦之、謝安做的。不久，朝廷下詔桓溫入朝輔政，並加前部羽葆鼓吹，武賁六十人，桓溫辭讓。寧康元年（373年），桓溫入朝拜山陵，朝廷詔謝安及王坦之到新亭迎接桓溫，百官拜於道側。因著桓溫兵權，其時有名望地位的官員們都很害怕，更有桓溫將要殺害王坦之及謝安的傳言。三月，桓溫患病，停建康十四日後退還姑孰。當時桓溫表示想受九錫，多番催促，而王彪之及謝安見桓溫病重，則借修改袁宏所寫的錫文暗中拖延。寧康元年七月十四日（373年8月18日），桓溫逝世，享年六十二歲，至此錫文仍未完成。朝廷追贈丞相，諡號為宣武。喪禮依司馬孚、霍光的儀式，葬姑孰青山。

## 性格特徵
- 桓溫少時有豪邁風氣[26]。姿貌甚偉，面有七星。
- 桓温爱好清谈，但水準有限[27]。
- 桓溫伐蜀時經過長江三峽，部隊中有人捉了一隻小猿，母猿則在岸邊哀號，一直跟了桓溫的船隊行了百多里。及更跳了上船，但隨即就死了。及後有人剖開其腹，見其腸臟都斷成很多小段。桓溫知道後大怒，貶黜了捉了小猿的人[28]。又一次，桓溫與眾人一同吃飯，一名參軍用筷子夾蒸薤菜時，薤菜秥在一起夾不起，而其他同桌的人又不幫助，看見參軍夾著不放的模樣更笑起來。桓溫見此，說：「一同吃飯仍不相助，何況遇到危難時呢？」於是將他們免官[28]。都見到桓溫雖然是極具野心的將領，但亦能在小事上顯出顧及人情的性格。
- 桓溫性格儉樸，每次宴會只吃七個奠柈茶果。
- 桓溫每逢大事無靜氣。既要行伊霍之事，又慮太后意異（褚蒜子時為崇德太后），等待時「悚動流汗，見於顏色」（《晉書·后妃傳》）。太后禮佛畢，從容作答，桓溫又大喜過望。

## 軼事
- 桓溫因晉成帝姊南康公主而大貴，及掌軍權，盡廢明帝後人。簡文帝說，找郎婿找得王敦、桓溫輩，稍得志便要廢立人。
- 桓溫待南康公主寡仁義。行軍司馬謝奕為人狂放，醉後窮追不捨，桓溫只得到處逃竄。南康公主見之，訴曰：“非是狂司馬，安得見郎君。”
- 桓溫與弟桓沖志趣不合，情誼頗深。溫死，沖為國家故，立其幼子玄。
- 桓溫年少家貧，與人玩摴蒱曾大敗，要找袁耽求取勝之法。[29]
- 有人曾問桓溫有關謝安及王坦之的優劣，桓溫正想說，但就後悔說：「卿喜傳人語，不能復語卿。」[30]
- 桓溫第三次北伐時，行軍至金城，看到自己任琅邪太守時所種的柳樹已經十分粗大，慨嘆：「木猶如此，人何以堪。」扶著枝幹拿著枝條，流下眼淚。[31]
- 桓溫曾躺臥著說：「作此寂寂，將為文、景所笑。」然後起坐，又說：「既不能流芳後世，亦不足復遺臭萬歲邪？」[32]。又曾經在經過王敦墓，說：「可人，可人！」
- 桓溫自以雄姿風氣是司馬懿、劉琨之流，若有人將他比作王敦就會很不高興。第一次北伐後，在北方獲得了一個老婢，是昔日劉琨的女伎。老婢見桓溫後就掩面哭泣，桓溫追問，老婢則答：「你很像劉司空大人（劉琨）。」桓溫聽後十分高興，便去整理衣冠，及後又召來老婢來問。老婢則說：「脣很像，但可惜太薄；鬚很像，但可惜是赤色；體形很像，但可惜太矮；聲音很像，但可惜不雄壯。」桓溫聽後脫下冠帶去睡，不高興了數日。
- 桓溫一次乘下雪打獵，先見王濛、劉惔等人。劉惔見他一身戎裝，問：「老賊欲持此何作？」桓溫說：「我若不為此，卿輩那得坐談？」[33]
- 桓温曾讀皇甫謐的《高士傳》，讀到於陵仲子時就擲去書本，說：「誰能這樣苛刻對待自己！」[34]
- 南朝齊梁時文人殷芸在《小說》中記載一段與桓溫有關的事。內容描述東晉權臣桓溫伐成漢時遇到一位百歲老翁，年輕時曾在諸葛亮在世時與之共事過。桓溫召見他說：「當今之世誰可以跟諸葛亮相比呢?」，桓溫的話語相當自衿。沒想到老翁回答：「諸葛亮在世時我不認為他有什麼特別的，但諸葛亮死後我發現沒人比得上他。」[35]

## 評論
- 《晉書》評：「桓溫挺雄豪之逸氣，韞文武之奇才，見賞通人，夙標令譽。時既豺狼孔熾，疆場多虞，受寄扞城，用恢威略，乃踰越險阻，戡定岷峨，獨克之功，有可稱矣。及觀兵洛汭，修復五陵，引斾秦郊，威懷三輔，雖未能梟除凶逆，亦足以宣暢王靈。既而總戎馬之權，居形勝之地，自謂英猷不世，勳績冠時。挾震主之威，蓄無君之志，企景文而概息，想處仲而思齊，睥睨漢廷，窺覦周鼎。復欲立奇功於趙魏，允歸望於天人；然後步驟前王，憲章虞夏。逮乎石門路阻，襄邑兵摧，懟謀略之乖違，恥師徒之撓敗，遷怒於朝廷，委罪於偏裨，廢主以立威，殺人以逞欲，曾弗知寶命不可以求得，神器不可以力征。豈不悖哉！豈不悖哉！斯實斧鉞之所宜加，人神之所同棄。然猶存極光寵，沒享哀榮，是知朝政之無章，主威之不立也。」
- 庾翼：「桓溫少有雄略，願陛下勿以常人遇之，常壻畜之，宜委以方召之任，託其弘濟艱難之勳。」
- 何充：「桓溫英略過人，有文武識度。」[36]
- 孫綽：「高爽邁出。」[30]
- 劉惔：「鬚如反猬毛，眼如紫石稜，自是孫仲謀、司馬宣王一流人。」[37]
- 田余庆：「桓温以北伐为手段，以篡夺为目的，把由于北伐而增进的实力和威望用之于篡夺，所以不会尽心力于北伐，也无意久事中原。这就是说，桓温的政治野心限制了他的北伐活动，使北伐活动得不到广泛的支持。而且，其时北方民族关系混乱，民族兴起的潮流一浪接着一浪而来，新的民族势力一个接着一个出现。因此，任何北伐战役的成果都无法得到巩固，桓温北伐也是如此。这是形势使然。所以桓温北伐意义颇为有限，战略上说来最多只能起以攻为守的作用，把混乱的民族斗争限制在北方，不使它蔓延到江东来。从战略上说，交战状态中的一方如果完全没有进攻能力，也就难于防守。不过在这种战略作用的发挥方面，在北伐行动的坚决性方面，桓温北伐无法与祖逖北伐相比。」[20]

## 家庭

### 先祖
- 桓荣：东汉大儒
- 桓範：曹魏大司农，高平陵之变中因罪被诛。

### 父母
- 桓彝，東晉宣城內史，蘇峻之亂時因反抗蘇峻而遇害。
- 孔宪[38]，獲追贈臨賀太夫人。

### 妻妾
- 司馬興男，桓溫正妻，南康公主，晉明帝女。
- 李氏，李勢妹，一說為李勢女。桓溫平蜀後納為妾。
- 馬氏，桓玄之母，後追贈為豫章公太夫人。

### 兄弟
- 桓雲，桓溫二弟，官至江州刺史。
- 桓豁，桓溫三弟，東晉將領，官至征西大將軍。
- 桓祕，桓溫四弟，官至輔國將軍、宣城內史。桓溫臨死時與桓溫子桓熙和桓濟合謀殺死將接掌桓溫兵眾的桓沖。事敗後被朝廷棄用。
- 桓沖，桓溫幼弟，有武幹，受桓溫器重。官至車騎將軍。

### 子女
- 桓熙，桓溫長子，初被立為世子，但因才能不高，桓溫將兵眾都交給桓沖。桓溫臨死時曾與桓濟和桓祕謀殺桓沖，失敗後被徙至長沙。
- 桓濟，與桓熙謀殺桓沖失敗，被徙至長沙。
- 桓歆，封臨賀公。
- 桓禕，愚笨，五榖不分。
- 桓偉，東晉將領，官至安西將軍、領南蠻校尉、荊州刺史、使持節督荊益寧秦梁五州諸軍事。
- 桓玄，桓溫幼子，襲桓溫爵。東晉官至相國，後篡位建立桓楚。最終被劉裕所主持的討伐軍擊敗並被殺。
- 桓伯子，桓溫二女，嫁王愉[39]。
- 桓氏，桓溫女，嫁王裕之。[40]

## 延伸阅读
[在维基数据编辑]
 在维基文库阅读此作者作品
 《晉書/卷098》，出自房玄齡《晉書》

### 引用
1. ↑   田余庆. . 北京大学出版社. 2012年4月1日. 桓温的先世和桓温的北伐问题
2. ↑  《晋書·桓温传》：「生未期而太原温峤见之，曰：“此儿有奇骨，可试使啼。”及闻其声，曰：“真英物也！”以峤所赏，故遂名之曰温。峤笑曰：“果尔，后将易吾姓也。”」
3. ↑  《晋书·庾翼传》：「桓温有英雄之才，愿陛下勿以常人遇之，常婿蓄之。」
4. ↑  《宋書·州郡志》：「成帝咸康元年，桓溫領郡鎮江乘之蒲州上，求割丹陽之江乘縣境立郡。則溫所治之琅琊，在江南之江乘。」
5. ↑  此處桓溫官位據《晉書·穆帝紀》
6. ↑  《晋书·何充传》：「桓温、褚裒为方伯，殷浩居门下，我可无劳矣。」
7. ↑  《世说新语·识鉴》：「小庾临终，自表以子园客为代。朝廷虑其不从命，未知所遣，乃共议用桓温。刘尹曰：“使伊去，必能克定西楚，然恐不可复制。”」
8. ↑  《資治通鑑·卷九十九》胡註：「永和元年，溫都督荊、司、雍、益、梁、寧六州；五年，遣滕畯帥交、廣之兵伐林邑，蓋是時已加督交、廣二州矣。」
9. ↑  《資治通鑑》寫永和九年殷浩北伐因姚襄叛變而大敗，姚襄更「俘斬萬餘，悉收其資仗」
10. ↑   田余庆. . 北京大学出版社. 2012年4月1日. 桓温北伐与东晋政争
11. 1 2 3 4   田余庆. . 北京大学出版社. 2012年4月1日. 桓温北伐与东晋政争
12. ↑  《晋书·桓温传》：「自永嘉之亂，播流江表者，請一切北徙，以實河南，資其舊業，反其土宇，勸農桑之務，盡三時之利，導之以義，齊之以禮，使文武兼宣，信順交暢，井邑既修，綱維粗舉。」
13. ↑  《晋书·孙楚传》：「而百姓震駭，同懷危懼者，豈不以反舊之樂賒，而趣死之憂促哉」
14. ↑  《世说新语·捷悟》:“郗司空（愔）在北府，桓宣武恶其居兵权。”注引《南徐州记》曰：“徐州人多劲悍，号精兵，故桓温常曰：‘京口酒可饮，箕可用，兵可使。'”
15. ↑  《世说新语·捷悟》“郗司空在北府，桓宣武恶其居兵权。郗于事机素暗，遣笺诣桓：“方欲共奖王室，修复园陵。”世子嘉宾出行，于道上闻信至，急取笺，视竟，寸寸毁裂，便回。还更作笺，自陈老病，不堪人间，欲乞闲地自养。宣武得笺大喜，即诏转公督五郡，会稽太守。”
16. ↑  《太平御览》卷六五四引《世说新语》曰：“桓宣武之诛袁真也，未当其罪，世以为冤焉。袁在寿春，尝与宣武一妾妊焉，生元（玄）。既篡，亦覆桓族，识者以为天理之所至。”
17. ↑  《晋书》卷九《孝武帝》纪 史官语
18. ↑  《魏书》卷九六《司马睿传》；《晋书》卷六七《郗超传》
19. ↑  資治通鑑卷十百三 謝安曰：「未有君拜於前，臣揖於後。」
20. 1 2   田余庆. . 北京大学出版社. 2012年4月1日. 简文帝遗诏问题
21. ↑  《资治通鉴》 卷一百三
22. ↑  《晋书》 桓温传
23. ↑  《资治通鉴》 卷一百三: 遗诏“大司马温依周公居摄故事”。又曰：“少子可辅者辅之，如不可，君自取之。”侍中王坦之自持诏入，于帝前毁之。帝曰：“天下，傥来之运，卿何所嫌？”坦之曰：“天下，宣、元之天下，陛下何得专之？”帝乃使坦之改诏曰：“家国事一禀大司马，如诸葛武侯、王丞相故事。”是日帝崩。
24. ↑  房玄齡.  （中文）. 秋七月己亥，使持節、侍中、都督中外諸軍事、丞相、錄尚書、大司馬、揚州牧、平北將軍、徐兗二州刺史、南郡公桓溫薨。
25. ↑  《太平御覽》五五六引《宋拾遺記》：「桓溫葬姑孰之青山。」
26. ↑  《世說新語·言語篇》註引《桓溫別傳》
27. ↑  《世說新語·文学》「宣武集诸名胜讲《易》，日说一卦。简文欲听，闻此便还，曰：“义自当有难易，其以一卦为限邪！”」
28. 1 2  《世說新語·黜免篇》
29. ↑  《世說新語·任誕篇》
30. 1 2  《世說新語·品藻篇》
31. ↑  據《世說新語·言語篇》。《建康實錄·卷九》：「帝遇焉，累遷為琅邪內史。咸康七年，出鎮江乘之金城。」又案《古圖經》：「中宗初，於此立琅琊郡也。」
32. ↑  《世說新語·尤悔篇》
33. ↑  《世說新語·排調篇》
34. ↑  《世說新語·豪爽篇》
35. ↑  殷芸 《小說》：桓宣武征蜀，猶見諸葛亮時小吏，年百餘歲。桓問：「諸葛丞相今誰與比？」意頗欲自矜。答曰：「葛公在時，亦不覺異，自葛公歿後，正不見其比。」
36. ↑  《晉書·何充傳》
37. ↑  《世說新語·容止篇》
38. ↑  《晋书·卷八十一·列传第五十一》：穆之字宪祖，小字武生，名犯王靖后讳，故行字，后又以桓温母名宪，乃更称小字。
39. ↑  《世說新語·方正篇》「王文度為桓公長史」條註引《王氏譜》。
40. ↑  《宋書·王敬弘傳》